# Обер, Лаврентий Николаевич
Лаврентий Николаевич Обе́р (фр. Laurent Auber; 1802, Москва — 1884, Москва) — управляющий Конторой Императорских московских театров, действительный статский советник.

## Биография
Родился в Москве 10 (22) июля 1802 года. Его отец был француз-эмигрант, в царствование императрицы Екатерины II приехавший в Москву и долгое время служивший там гувернёром во многих русских аристократических семьях. Был женат на Розе Шальме, которая имела в Москве модный магазин Обер-Шальме; в 1812 году после оставления французами Москвы она вместе с детьми последовала за французской армией, с намерением вернуться во Францию. Но скончалась в пути, в Вильно. Детям же Александру и Фёдору удалось добраться до Парижа, где при содействии родственников матери они получили хорошее образование. В 1820-х годах дети Обер-Шальме вернулись в Москву и вскоре даже приняли русское подданство.
Л. Н. Обер в 1831 году поступил в Дворянский институт младшим преподавателем французского языка, а через семь лет занял также место преподавателя того же языка в гимназии. В 1845 году он переменил службу, поступив в театральное ведомство, в котором управляющим театральным училищем с 1842 года служил его брат Фёдор Николаевич. Сначала Л. Н. Обер занял должность смотрителя Малого театра, затем учителя французского языка при Театральном училище; потом был назначен инспектором экстернов, наконец долгое время был инспектором училища, а в 1872 году был назначен управляющим Конторой императорских московских театров.
Был знаком со многими российскими писателями и собирался написать о них свои мемуары, но успел написать только небольшую по объёму и значению статью «Мое знакомство с Пушкиным», напечатанную в «Русском курьере» (1880. — № 158); была перепечатана в «Молве» (1880. — № 164). Кроме того, в рукописи остался набросок его воспоминаний о 1812 годе.
Пробыв 50 лет на государственной службе, вышел в отставку и скончался 16 (28) апреля 1884 года в Москве. Был похоронен на Введенском кладбище; могила утрачена.